# Реактивность организма
Реактивность организма — свойство организма как целого отвечать изменениями жизнедеятельности на воздействия окружающей среды, представляющее собой такое же важное свойство всего живого, как обмен веществ, рост, размножение и др.
Реактивность присуща всякому живому организму. В процессе эволюции вместе с усложнением организации живых существ усложнялись формы и механизмы реактивности. Чем проще организовано животное и чем менее развита у него нервная система, тем соответственно и проще форма его реактивности. Реактивность простейших и многих беспозвоночных животных по существу ограничивается изменениями обмена веществ, позволяющими животному существовать в неблагоприятных для него условиях внешней среды.
Особенность реактивности низших животных, связанная со способностью изменять интенсивность процессов обмена веществ, позволяет им переносить значительное высыхание, понижение температуры окружающей среды, уменьшение содержания в ней кислорода и пр.
Чем выше организовано животное, тем более широким арсеналом средств активного реагирования на различные вредные влияния внешней среды оно располагает.
Наиболее сложной и многообразной является реактивность у человека. Как в здоровом, так и в больном состоянии деятельность всех его органов и систем, конечно, выражает физиологические закономерности, но эти закономерности в такой мере зависят у человека от социальных факторов, что можно с полным правом говорить об их полном опосредовании и «снятии» в человеческом организме.
Для примера достаточно напомнить такие функции как пищеварение, теплорегуляцию, размножение, не говоря уже о высшей нервной деятельности человека. Ярким примером социального опосредования реактивности у человека в наше время научно-технического прогресса являются различные системы «человек—машина». Реактивность человека, едущего на велосипеде, например, ориентируется на новые скорости движения на данном виде транспорта, его организм соответственно приспосабливается к быстрым сменам зрительных и слуховых раздражителей, «человек—велосипед» становится новой комплексной системой реагирования в окружающей его среде. Подобным же образом формируются различные системы «человек—машина» на производствах, где человек становится нередко частью машины и как бы сливается с ней в ходе той или иной производственной операции. Нарушения работы этой системы (отставание от темпа или ритма работы машины и др.) могут стать причинами травм, нарушений функций анализаторов, психических расстройств.
Особое значение для реактивности человека имеет вторая сигнальная система — воздействие слов, письменных знаков. Слово для человека может оказывать как лечебное, так и болезнетворное действие, изменяя различным образом реактивность его организма.
В практической медицине термин «реактивность организма» широко применялся с целью общей, чаще всего количественной, оценки состояния организма больного. Так, состояние повышенной реактивности называли гиперергией, а пониженной — гипоргией. Подобное разделение было положено в основу многих клинических классификаций реактивности при различных заболеваниях. Так, например, в клинике внутренних и инфекционных болезней различали гиперергические, гипоргические и анергические формы пневмонии, туберкулеза, дизентерии и других инфекций. Гиперергическими формами называли болезни с более быстрым, бурным течением, сопровождающиеся выраженными изменениями деятельности органов и систем. Гипоргическими называли заболевания с вялым течением, с неясными, стертыми признаками, со слабо выраженными механизмами защиты организма от микробов (выработка антител, фагоцитоз и Др.)-
В хирургии с изменениями реактивности связывали различное течение раневого процесса, сепсиса, перитонита, и других заболеваний. Быстрое заживление, пышные красные грануляции, совершенная эпителизация раны свидетельствуют о высокой реактивности организма. Медленное заживление, вялые бледные грануляции, слабая эпителизация раны свидетельствуют о низкой реактивности больного. Различают молниеносную, гиперергическую форму сепсиса и вялую, затяжную его форму.
Так же выделяют такое понятие,как константа реактивности,const R-является изменчивость.Реактивность изменяется как в онтогенезе(индивидуальное развитие организма),так и в филогенезе(лягушка,мышь,собака и тд.)В филогенезе она растет,исходя из определения,которое дал Павленко. Если взять человеческий онтогенез,то несложно проследить,что с различным возрастом, степень реагирования на одни и те же факторы внешней среды различны,точно так же,как и возникновение иммунотолерантности к определенным антигенам.О реактивности судят по реакции. Для человека,как существа разумного,обладающего высоко организованной высшей нервной деятельность так же характерна предупредительная реактивность.У человека по сути резистентность не велика,и находится в определенном диапазоне,но высока реактивность,с помощью которой мы можем повышать нашу резистентность,при чем делая это заблаговременно(обыденный пример-мы заранее готовимся к зиме, а именно - покупаем теплую одежду, приносим обогреватели на работу - это и есть предупредительная реактивность). Следует различать понятие - патологическая реактивность,т.е. извращенна реакция на факторы внешней среды, ведущая к аутодегенерации клеток и тканей.